# Трегубенко Анатолій Іванович
Трегу́бенко Анато́лій Іва́нович (30 травня 1924 — 27 листопада 2010) — український радянський лікар і педагог, доктор медичних наук (1969), професор кафедри травматології і ортопедії Одеського медичного інституту (1973).

## Біографія
Народився 30 травня 1924 року у селі Олексіївка Піщано-Брідського району (нині Добровеличківського району Кіровоградської області). Українець.
У 1941 році закінчив Первомайське медичне училище за спеціальністю «фельдшер» і був направлений до залізничної поліклініки станції Помічна.
У 1941—1944 роках перебував на тимчасово окупованій німецькими військами території, брав участь у підпільному антифашистському русі.
У квітні 1944 року призваний до лав РСЧА, учасник німецько-радянської війни. Пройшов шлях від рядового до молодшого лейтенанта. Був командиром санвзводу 2-го стрілецького батальйону 216-го гвардійського стрілецького полку 79-ї гвардійської стрілецької дивізії 8-ї гвардійської армії на 3-Українському та 1-у Білоруському фронтах.
З 1947 по 1953 роки навчався в Одеському медичному інституті, який закінчив з відзнакою.

## Наукова діяльність
У 1959 році захистив кандидатську дисертацію на тему «Хірургічне лікування поверхневих тромбофлебітів нижніх кінцівок».
27 січня 1969 року присуджено вчений ступінь доктора медичних наук.
Автор 150 наукових праць, у тому числі монографій «Хірургічне лікування тромбофлебітів», «Тромбози та емболії в хірургії».

## Нагороди і почесні звання
Нагороджений українським орденом Богдана Хмельницького 3-го ступеня (14.10.1999), радянськими орденами Вітчизняної війни 2-го ступеня (19.02.1945, 06.04.1985), Червоної Зірки (26.08.1944), медалями.